# Associazione Calcio Treviso 1967-1968
Questa voce raccoglie le informazioni riguardanti l'Associazione Calcio Treviso nelle competizioni ufficiali della stagione 1967-1968.

## Rosa
| N. |                   | Ruolo | Calciatore          |
| -- | ----------------- | ----- | ------------------- |
|    | Italia (bandiera) | C     | Mario Agnoletto     |
|    | Italia (bandiera) | C     | Renato Bellina      |
|    | Italia (bandiera) |       | Bianco              |
|    | Italia (bandiera) | D     | Antonio Bressan     |
|    | Italia (bandiera) | C     | Pierluigi Busatta   |
|    | Italia (bandiera) | P     | Leandro Casagrande  |
|    | Italia (bandiera) | D     | Rodolfo Cimenti     |
|    | Italia (bandiera) | C     | Capecchi            |
|    | Italia (bandiera) | C     | Luciano D'Andrea    |
|    | Italia (bandiera) | C     | Enzo Fregonese      |
|    | Italia (bandiera) | C     | Gianfranco Fuser    |
|    | Italia (bandiera) | A     | Giuseppe Galtarossa |

| N. |                   | Ruolo | Calciatore          |  |
| -- | ----------------- | ----- | ------------------- |  |
|    | Italia (bandiera) | D     | Angelo Mazzon       |  |
|    | Italia (bandiera) | A     | Giorgio Mognon      |  |
|    | Italia (bandiera) |       | Nicoletti           |  |
|    | Italia (bandiera) | C     | Francesco Paladin   |  |
|    | Italia (bandiera) | C     | Maurizio Simonato   |  |
|    | Italia (bandiera) | D     | Alessandro Sirena   |  |
|    | Italia (bandiera) | C     | Gennaro Spangaro    |  |
|    | Italia (bandiera) | A     | Luciano Tomasin     |  |
|    | Italia (bandiera) | P     | Giusto Paolo Zabeo  |  |
|    | Italia (bandiera) | A     | Domenico Zambianchi |  |
|    | Italia (bandiera) | D     | Mario Zathila       |  |